# Reactor nuclear Argos
El ARGOS fue un reactor nuclear experimental para fines de investigación y docencia de ingenieros. Construido entre los años 1960 y 1962, se ubicaba en el pabellón C del edificio del ETSEIB, en Barcelona, y se puso en marcha por primera vez en 1963.
El reactor estuvo en funcionamiento hasta 1977 cuando la Universidad Politécnica de Cataluña decidió iniciar el proceso de desmantelamiento y clausura, después de haber formado 500 estudiantes. Esto se debió a que la Ley de Energía Nuclear de 1968 no contemplaba un régimen específico para las instalaciones nucleares de investigación y la ARGOS no cumplía con los requisitos.
Aprovechando el inicio de los Juegos Olímpicos de Barcelona, en 1992, se procedió a retirar el combustible del reactor. Un par de años más tarde, en 1994, se presentó el proyecto de desmantelamiento, desarrollado por la UPC, y en 1996 se recibió la autorización para llevarlo a cabo. Las obras de desmantelamiento tuvieron lugar desde 2001 hasta abril del 2002. La solicitud de clausura se otorgó por el Ministerio de Economía de España el 23 de diciembre del año 2003.

## Historia
Después de la Guerra civil española, entre los años 1939 y 1959, el régimen franquista estableció una economía de autarquía. Esta situación provocaba que a menudo hubiera cortes eléctricos en todo Cataluña, hecho que complicaba las operaciones industriales. Dada esta situación, el Cámara Oficial de Industria de Barcelona (COIB) estaba muy interesada en nuevas formas de generar electricidad. Este hecho, junto con el interés del régimen franquista por la energía nuclear, haría que años después se pudiera establecer el reactor nuclear ARGOS en Barcelona.

### La energía nuclear en España
Antes de la Segunda Guerra Mundial, España tenía muy poca experiencia en el campo de la física nuclear. Después de los bombardeos atómicos de Hiroshima y Nagasaki se generó un gran interés y se crearon comisiones para estudiar los depósitos de uranio, reservándolos todos para uso estatal en octubre de 1945.
A principios de 1948, Francesco Scandone, de la Universidad de Florencia, haría una conferencia en Madrid ante el CSIC y después de reuniones con representantes del franquismo se llegaría a un pacto de colaboración entre Italia, que ofrecía formación en ingeniería nuclear, y España, que ofrecía su uranio. El septiembre de aquel mismo año, el dictador Francisco Franco decretó la creación de la Junta de Investigaciones Atómicas. Durante los años posteriores los miembros de la junta se formarían en todo el mundo, especialmente en Italia, y en 1951 crearon la Junta de Energía Nuclear que establecería protocolos sobre todos los temas relacionados con la energía nuclear: minería, investigación, protección de la radiación, producción de isótopos, etc. Y también planearían grandes proyectos, que bien pronto quedarían encallados por el aislamiento español.

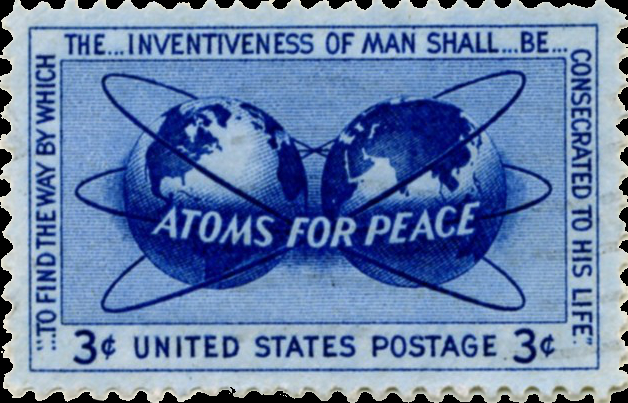
Sello del año 1955 conmemorando el programa Átomos para la Paz.

En julio de 1955 el presidente de los Estados Unidos de América Dwight D. Eisenhower incluyó en España en el programa Átomos para la Paz. Este acuerdo permitiría en los EE. UU. inspeccionar las instalaciones nucleares de España a cambio de suministrar uranio enriquecido para usos pacíficos. Aquel mismo agosto España participaría en la primera International Conference onNuclear Energy for Peaceful Purposes, en Génova, donde se anunció la primera central nuclear operativa a Obninsk, borde Moscú. Esta noticia propició la creación de nuevos proyectos e instalaciones, a la vez que la autarquía se suavizaba y el régimen franquista empezaba a importar material del exterior.

### El impulso de la Cámara de industria
A inicios de la década de los 60, en España se producía el 70 % de la energía mediante plantas hidroeléctricas pero debido a la sequía fue una época de especial crisis energética. La situación energética en Barcelona era especialmente deficiente, y se intentaría solucionar con grandes depósitos de gas licuado a la entrada del Puerto de Barcelona, que suponían un gran peligro por la población. Todos estos problemas provocados por la carencia de energía eléctrica impulsaron a la Cámara Oficial de Industria de Barcelona a investigar la viabilidad de la energía nuclear.
En este sentido crearon la Cátedra Ferran Cortada, en 1957, que introdujo la energía nuclear por primera vez en un programa docente en Cataluña. A pesar de que los primeros años las asignaturas eran muy introductorias, con el tiempo se fueron añadiendo nuevos temas y se llevaron profesores extranjeros que mejoraron la enseñanza. La segunda fase del proyecto, entre 1958 y 1963 consistía en la creación de un laboratorio de energía nuclear, esencial para formar los ingenieros que escogieran la nueva especialidad en 'tecnologías energéticas' en el nuevo edificio del ETSEIB.

### La adquisición del reactor ARGOS
La idea de adquirir un reactor de investigación se origina en 1956, cuando Francisco Luis Rivière Manén, entonces presidente de la Comisión Técnica de Educación de la COIB, sugiere conseguir un reactor parecido al planeado en Bilbao. A finales de 1957 se dio la luz verde al proyecto de adquisición al extranjero del reactor y en 1958 la Comisión recomendó la compra; al principio la Cámara esperaba que el Ministerio de Industria de España y la Diputación de Barcelona sufragaran el coste, pero se desentendieron y la Cámara tuvo que pagar la totalidad, unos 5 millones de pesetas (entonces unos 83.000$).
El reactor que se decidió instalar fue del tipo Argonaut, del Argonne Nuclear Assembly for University Training, diseñado en 1955 por el Laboratorio Nacional Argonne de Estados Unidos de América. Entonces la Junta de Energía Nuclear intercedió y se negó a importar el reactor del extranjero, exigiendo que se fabricara en Madrid, importándose solo los componentes imprescindibles. A principios de 1959 se aprobó el plan y después de montarse en Madrid, el reactor acontecería crítico en julio de 1961, aun así el reactor no se trasladaría a Barcelona hasta un año más tarde, puesto que todavía no se había completado el edificio para alojarlo.
El traslado en Barcelona tuvo lugar en mayo de 1962 y el montaje se hizo en solo quince días. La inauguración se llevaría a cabo el 11 de junio de 1962, recibiendo el nombre de ARGOS. Poco después también se inauguraría su gemelo, fabricado también en Madrid e instalado en Bilbao: el ARBI (Argonaut Reactor Bilbao). Al final el ARGOS solo funcionaría durante 13 años, estando operativo durante 477 días. Aun así, el funcionamiento del reactor fue especialmente importante entre 1968 y 1975, periodo en el cual se construyó la Central nuclear de Vandellós I y que necesitó del conocimiento de numerosos ingenieros nucleares. En 1992 se retiraría el combustible, después de años de inactividad, y finalmente sería desmantelado del todo en 2002.